# Касу марцу
Касу марцу (сард. casu marzu, деякі інші назви — casu modde, casu cundhídu, casu frazigu) — вид сиру, що виробляється на Сардинії, відомий вмістом у ньому живих личинок сирної мухи. В перекладі з сард. casu marzu означає «гнилий сир», в розмовній мові також використовують вислів «червивий сир». На території Європейського Союзу продаж цього сиру офіційно заборонений. У 2009 році касу марцу було внесено до Книги рекордів Гіннеса як «найнебезпечніший сир у світі»[джерело?].
Касу марцу виготовляється з іншого сорту сиру — сардинського пекоріно. Для цього його витримують довше за звичайну стадію ферментації, доводячи до стану гниття, викликаного травною діяльністю личинок. Личинки прискорюють процес розкладання і розпаду жирів, що містяться в сирі, через що продукт стає м'яким. З нього також виділяється рідина, яку називають lagrima (від сардинського слова «сльози»).
Личинки, якщо їх потурбувати, здатні стрибнути на відстань до 15 сантиметрів. З цієї причини охочим покуштувати касу марцу радять під час їжі захищати очі. Дехто воліє видаляти личинок перед їжею, інші ж їдять сир разом з ними.

## Смак
У номері Уолл-стріт джорнел від 23 серпня 2000 року журналіст Ярослав Трофімов описує цей сир як «тягуче й гостре місиво, яке обпікає язик і впливає на інші частини тіла».
Сюзан Геррманн Луміс також описує споживання сиру в журналі «Bon Appétit» (2002):

Він… взяв шматочок pane carasau, традиційного сардинського хліба, швидко сполоснув його водою для розм'якшення, і взяв велику скляну банку, що стояла на краю стола. Потім він відкрив її, зачерпнув хлібом гірку чогось схожого на густі вершки, і склав шматок вдвоє… Коли він закінчив, я поцікавилася, що це була за страва. Він встав і показав мені — всередині банки був сир пекоріно, в якому копошилися маленькі, білі черв'ячки. Хоча я й чула про ці ласощі раніше, це був перший раз, коли я побачила це наживо. <…> Його товариш <…> сказав: «Це formaggio marcio [дослівний переклад — „гнилий сир“], сир з черв'яками. Делікатес. Це найкращий подарунок, який ви можете піднести сардинському пастуху».
— Сюзан Геррманн Луміс. Sardinia, Italy.
Як правило, сир вживають з сардинським хлібом (pane carasau) і міцним червоним вином Cannonau.

## Небезпека споживання
Вживання сиру касу марцу несе ряд небезпек:
- Ризик алергійних реакцій;
- Ризик розкладання до токсичного стану (згідно з сардинською народною мудрістю, наявність живих личинок свідчить, що цього ще не сталось);
- Ризик зараження кишечнику личинками. Личинки сирної мухи можуть не перетравитися в шлунку (шлунковий сік не завжди їх вбиває) і на деякий час поселитися в кишечнику. При спробі личинок пробурити стінки кишечнику виникають серйозні ускладнення, відчуття нудоти, блювання, біль у животі і пронос з кров'ю (див. міаз).

Через небезпеку для здоров'я, а також через те, що «гнилий сир» вважається зараженим продуктом, його продаж в Італії офіційно заборонено. На території Сардинії ця заборона нерідко порушується, і сир продається нелегально. Але в 2010 році касу марцу було визнано культурним надбанням Сардинії і знову дозволено. Його вартість в три рази перевищує ціну сиру пекоріно.

## Інші регіональні назви
Крім найпоширенішої назви «Casu marzu», існує ряд інших регіональних назв:
- Marcetto або caçe fraçeche — в Абруццо,
- Salterello — у Фріулі,
- Ribiòla cui bèg — у Ломбардії,
- Furmai nis — в Емілії-Романьї.

В П'ємонті, зокрема, в Приморських Альпах, на кордоні з Францією, процедура ферментації не завжди подібна до такої у сиру касу марцу. Сир залишають на відкритому повітрі, даючи сирній мусі можливість відкласти яйця. Після цього він доходить до кондиції в білому вині, винограді та меді, таким чином не даючи личинкам вилупитися. Це надає продукту сильного аромату.